# Лотар Юліус Маєр
Ло́тар Ю́ліус Ма́єр (нім. Julius Lothar von Meyer; *19 серпня 1830, Фарель —†11 квітня 1895, Тюбінген) — німецький науковець, хімік, один з перших, хто запропонував періодичну систему елементів.

## Життєпис
Закінчив Вюрцбурзький університет у 1854 році, отримавши звання доктор медицини. Вивчав природничі науки в університетах Гейдельберга (де працював в лабораторії Роберта Бунзена), Кеніґсберга і Бреслау (де в 1858 отримав звання доктор філософії). З 1859 викладав в Університеті Бреслау.
В 1866—1868 роках викладав у Лісовій академії в Нойштадт-Еберсвальде.
В 1868—1876 роках професор в Університеті Карлсруе, а з 1876 року в Тюбінгенському університеті.
В 1860 році брав участь у Міжнародному конгресі хіміків у Карлсруе, де обговорювались визначення основних понять хімії.

## Наукова діяльність
Спершу висунув ідею упорядкування хімічних елементів за ступенем окиснення. Потім, у 1864 році запропонував таблицю з 28 хімічних елементів, розташованих і згрупованих за валентністю. Паралельно з німецьким вченим свою версію запропонував російський хімік Д. Менделєєв. Між обома вченими виникла дискусія про пріоритет щодо відкриття періодичного закону. Разом з тим, у 1882 Лондонське королівське товариство присудило золоті медалі Деві з формулюванням «За відкриття періодичних співвідношень атомних ваг» спільно Менделєєву і Маєру.

### Таблиця Маєра 1864 року
|         | Валентність IV | Валентність III | Валентність II | Валентність I | Валентність I | Валентність II | Різниця мас |
| I ряд   |                |                 |                |               | Li            | Be             | ~16         |
| II ряд  | C              | N               | O              | F             | Na            | Mg             | ~16         |
| III ряд | Si             | P               | S              | Cl            | K             | Ca             | ~45         |
| IV ряд  |                | As              | Se             | Br            | Rb            | Sr             | ~45         |
| V ряд   | Sn             | Sb              | Te             | I             | Cs            | Ba             | ~90         |
| VI ряд  | Pb             | Bi              |                |               | Tl            |                | ~90         |

## Наукові праці
- Lothar Meyer: De Sanguine Oxydo Carbonico Infecto: Dissertatio Inauguralis Chymica , Grass, Barth et Soc., 1858.